# Steven Pinker
Steven Arthur Pinker (Montreal, 18 de setembro de 1954) é um psicólogo e linguista canadense naturalizado norte-americano. Ele é professor da Universidade Harvard e escritor de livros de divulgação científica. Durante 21 anos Pinker foi professor no Departamento do Cérebro e Ciências Cognitivas do Massachusetts Institute of Technology antes de regressar a Harvard em 2003. Pinker completou o bacharelado em Psicologia da Universidade McGill no ano 1976, e doutorado em Psicologia Experimental pela Universidade de Harvard em 1979. Pinker escreve sobre a linguagem e as ciências cognitivas em vários níveis, desde artigos especializados até publicações de divulgação científica. Ele é mais bem conhecido pela sua pesquisa da aquisição da fala e pelo seu trabalho sobre as noções de desenvolvimento inato da linguagem iniciadas por Noam Chomsky. No entanto, ao contrário de Chomsky, Pinker considera a linguagem uma adaptação evolutiva.
Pinker é especializado em percepção visual e psicolinguística. Os temas de seus estudos abarcam imagens mentais, reconhecimento de formas, atenção visual, desenvolvimento de linguagem infantil, fenômenos regulares e irregulares da linguagem, bases neurais de palavras e gramática e psicologia da comunicação, incluindo o estudo sobre eufemismos, insinuações, expressões emocionais e conhecimento. Ele escreveu dois livros técnicos que propuseram uma teoria geral da aquisição de linguagem e aplicação ao aprendizado de verbos. Em particular, seu trabalho com Alan Prince, publicado em 1989, criticou o modelo conexionista de como as crianças adquirem o pretérito dos verbos ingleses, argumentando que as crianças usam regras padrão como adicionar a sílaba "-ed" para compor verbos regulares.
Em seus best-sellers, ele argumenta que a faculdade humana para a linguagem é um instinto, um comportamento inato moldado pela seleção natural e adaptado às nossas necessidades de comunicação. Ele é autor de dez livros para uma audiência geral. Cinco deles, The Language Instinct (1994), Como a Mente Funciona (1997), Palavras e regras (2000), A tábula rasa (2002) e The Stuff of Thought: Language As a Window Into Human Nature (2007), descrevem aspectos dos campos da psicolinguística e da ciência cognitiva, e incluem relatos de sua própria pesquisa. No sexto livro, Os anjos bons da nossa natureza (2011), Pinker afirma que a violência nas sociedades humanas, em geral, declinou com o tempo e identifica as seis principais causas desse declínio.
Seus livros Como a Mente Funciona e Tabula Rasa estiveram entre os finalistas para o Prêmio Pulitzer. Em 2004, Pinker foi nomeado uma das 100 pessoas mais influentes pela Revista TIME. Ele também figurou na lista "Top 100 Public Intellectuals" da revista Foreign Policy.

## Biografia
Pinker nasceu em Montreal em 1954, filho de pais judeus. Seu pai, Harry Pinker, era formado em direito, mas não exerceu a profissão durante boa parte de sua vida, trabalhando como representante de vendas, além de ser dono de um motel na Flórida. Sua mãe Roslyn também possuía diploma universitário, mas foi dona de casa durante os anos 50 e 60, obtendo um mestrado nos anos 70 e posteriormente se tornando vice-diretora de uma escola em Montreal. Seus avós eram imigrantes do leste europeu, sendo três deles poloneses.
Ele estudou psicologia na Universidade McGill, onde seus pais se formaram, recebendo diploma em 1976. Ele concluiu seu doutorado em Harvard em 1979, e o tema de sua tese foi a representação mental de imagens tridimensionais.

## Pesquisa e teorias
A pesquisa de Pinker sobre cognição visual, iniciada em colaboração com seu orientador de tese, Stephen Kosslyn, mostrou que as imagens mentais representam cenas e objetos à medida que aparecem de um ponto de vista específico (em vez de capturar sua estrutura tridimensional intrínseca) e correspondem à teoria do neurocientista David Marr escrita no artigo "esboço de duas e 1/2 dimensões". Ele também mostrou que esse nível de representação é usado na atenção visual e no reconhecimento de objetos (pelo menos para formas assimétricas), contrário à teoria de Marr de que o reconhecimento usa representações independentes do ponto de vista.
Na psicolinguística, Pinker se tornou conhecido no início de sua carreira por promover a teoria da aprendizagem computacional como uma maneira de entender a aquisição da linguagem feita por crianças. Ele escreveu uma revisão tutorial de campo, seguida por dois livros que desenvolveram sua própria teoria da aquisição da linguagem e uma série de experimentos sobre como as crianças adquirem as construções passiva, dativa e locativa. Estes livros foram Language Learnability and Language Development (1984), no qual Pinker define que "outlining" é uma teoria de como as crianças adquirem as palavras e estruturas gramaticais de sua língua materna". e Learnability and Cognition: The Acquisition of Argument Structure (1989), onde ele aborda "a capacidade de usar diferentes tipos de verbos em frases apropriadas, tais como verbos intransitivos, verbos transitivos e verbos tendo diferentes combinações de complementos e objetos indiretos". Ele então se concentrou em verbos de dois tipos que ilustram o que ele considera ser os processos requeridos para a configuração da linguagem humana: recuperar palavras inteiras da memória, como a forma passada do verbo irregular "trazer" na forma de "trazido"; e usando regras para combinar (partes de) palavras, como a forma passada do verbo regular "andar" na forma de "andou".
Em 1988, Pinker e Alan Prince publicaram uma influente crítica ao modelo conexionista da aquisição do pretérito, seguido por uma série de estudos de como as pessoas usam e adquirem o pretérito. Essa crítica incluiu uma monografia sobre a regularização infantil de formas irregulares além de seu livro de 1999, Palavras e regras: Os ingredientes da linguagem. Pinker argumenta que a linguagem depende de duas coisas: a lembrança associativa de sons e seus significados em palavras, além do uso de regras para manipular símbolos para gramática. Ele apresentou evidências contra o conexionismo, segundo o qual uma criança teria que aprender todas as formas de todas as palavras e simplesmente recuperaria cada formulário necessário da memória, em favor da teoria alternativa mais antiga; o uso de palavras e regras combinadas pela Gramática gerativa. Ele mostrou que erros cometidos por crianças indicam o uso de regras padrão para adicionar sufixos como "-ed" (sufixo para o pretérito em inglês). Ele argumentou que isso mostra que as formas verbais irregulares em inglês têm que ser aprendidas e recuperadas da memória individualmente, e que as crianças que cometeram esses erros estavam prevendo o "-ed" regular terminando de forma aberta aplicando uma regra mental. Esta regra para combinar verbos e sufixos pode ser expressada como:
Vpassado → Vhaste + d
onde V é um verbo e D é seu final regular. Pinker argumentou ainda que, como os dez verbos ingleses mais frequentes (ser, ter, falar, fazer) são todos irregulares, enquanto 98,2% dos mil verbos menos comuns são regulares, há uma "correlação maciça" de frequência e irregularidade. Ele explica isso argumentando que todas as formas irregulares, tais como "pegou", "veio" e "obteve", têm que ser memorizadas pelas crianças em cada geração, ou então perdidas, e que as formas comuns são as mais facilmente memorizadas. Qualquer verbo irregular que perca a popularidade após um determinado período será tratado por futuras gerações como se fosse um verbo regular.

### Livros
- Language Learnability and Language Development (1984)
- Visual Cognition (1985)
- Connections and Symbols (1988)
- Learnability and Cognition: The Acquisition of Argument Structure (1989)
- Lexical and Conceptual Semantics (1992)
- The Language Instinct (1994) (tradução portuguesa por Claudia Berliner: O Instinto da linguagem)
- How the Mind Works (1997) (tradução portuguesa por Laura Teixeira Motta: Como a mente funciona)
- Words and Rules: The Ingredients of Language (1999)
- The Blank Slate: The Denial of Human Nature in Modern Intellectual Life (2002) (tradução portuguesa por Laura Teixeira Motta: Tabula Rasa: a negação contemporânea da natureza humana)
- The Stuff of Thought: Language as a Window into Human Nature, Viking Adult, 1st edition, 2007, ISBN 978-0670063277
- Do que é feito o pensamento: A língua como janela para a natureza humana, Companhia das Letras, 2008, ISBN 9788535913026
- The Better Angels of Our Nature: Why Violence Has Declined, 2011
- The Sense of Style (2014) (tradução portuguesa por Rodolfo Ilari: Guia de escrita: como conceber um texto com clareza, precisão e elegância)
- Enlightenment Now: The Case for Reason, Science, Humanism, and Progress (2018)
- Rationality: What It Is, Why It Seems Scarce, Why It Matters (2021)

### Artigos e ensaios
- Pinker, S. (1991) Rules of Language. Science, 253, 530-535.
- Ullman, M., Corkin, S., Coppola, M., Hickok, G., Growdon, J. H., Koroshetz, W. J., & Pinker, S. (1997) A neural dissociation within language: Evidence that the mental dictionary is part of declarative memory, and that grammatical rules are processed by the procedural system. Journal of Cognitive Neuroscience, 9, 289-299.
- Pinker, S. (2003) Language as an adaptation to the cognitive niche. In M. Christiansen & S. Kirby (Eds.), Language evolution: States of the Art. New York: Oxford University Press.
- Pinker, S. (2005) So How Does the Mind Work? Mind and Language, 20(1), 1-24.
- Jackendoff, R. & Pinker, S. (2005) The nature of the language faculty and its implications for evolution of language (Reply to Fitch, Hauser, & Chomsky) Cognition, 97(2), 211-225.